# Thomas Bimis
Thomas Bimis (n. 11 iunie 1975, Atena, Grecia) este un săritor în apă ce a reprezentat Grecia, medaliat olimpic. A participat la două ediții ale Jocurilor Olimpice (2000, 2004) în care a câștigat o medalie de aur.